# Mannenmarathon van Tokio 1993
De Mannenmarathon van Tokio 1993 werd gelopen op zondag 14 februari 1993. Het was de 14e editie van de Tokyo International Marathon. Aan deze wedstrijd mochten alleen mannelijke elitelopers deelnemen.
De Ethiopiër Abebe Mekonnen kwam als eerste over de streep in 2:12.00.

## Uitslagen

### Mannen
| rang   | naam                 | land | tijd    |
| ------ | -------------------- | ---- | ------- |
| Goud   | Abebe Mekonnen       | ETH  | 2:12.00 |
| Zilver | Steve Moneghetti     | AUS  | 2:12.36 |
| Brons  | Brian Sheriff        | ZIM  | 2:12.55 |
| 4      | Takeharu Honda       | JPN  | 2:13.04 |
| 5      | Antoni Niemczak      | POL  | 2:13.31 |
| 6      | Tadao Uchikoshi      | JPN  | 2:13.45 |
| 7      | Dominique Chauvelier | FRA  | 2:13.57 |
| 8      | Daisuke Tokunaga     | JPN  | 2:13.59 |
| 9      | Eddy Hellebuyck      | BEL  | 2:14.10 |
| 10     | Kenjiro Jitsui       | JPN  | 2:14.14 |
| 11     | Tomio Sueyoshi       | JPN  | 2:14.34 |
| 12     | Inocencio Miranda    | MEX  | 2:15.01 |
| 13     | Malcolm Norwood      | AUS  | 2:15.35 |
| 14     | Koichi Takahashi     | JPN  | 2:15.48 |
| 15     | Osmiro Dasilva       | BRA  | 2:16.36 |
| 16     | Hyong-Chol Choe      | PRK  | 2:16.48 |
| 17     | John Sebata          | RSA  | 2:17.02 |
| 18     | Kurt Stenzel         | GER  | 2:17.16 |
| 19     | Katsuya Natsume      | JPN  | 2:17.48 |
| 20     | Yukio Suzuki         | JPN  | 2:18.10 |
| 21     | Kazuya Wakakura      | JPN  | 2:18.29 |
| 22     | Hiroo Shiraiwa       | JPN  | 2:18.53 |
| 23     | Tadayuki Hashimoto   | JPN  | 2:19.04 |
| 24     | Stéphane Franke      | GER  | 2:19.18 |
| 25     | Nikolay Tabak        | UKR  | 2:19.54 |

Tokyo International Marathon (alleen mannen)

1981 · 1982 · 1983 · 1984 · 1985 · 1986 · 1987 · 1988 · 1989 · 1990 · 1991 · 1992 · 1993 · 1994 · 1995 · 1996 · 1997 · 1998 · 1999 · 2000 · 2001 · 2002 · 2003 · 2004 · 2005 · 2006

Tokyo International Women's Marathon (alleen vrouwen)

1979 · 1980 · 1981 · 1982 · 1983 · 1984 · 1985 · 1986 · 1987 · 1988 · 1989 · 1990 · 1991 · 1992 · 1993 · 1994 · 1995 · 1996 · 1997 · 1998 · 1999 · 2000 · 2001 · 2002 · 2003 · 2004 · 2005 · 2006 · 2007 · 2008

Tokyo Marathon (beide)

2007 · 2008 · 2009 · 2010 · 2011 · 2012 · 2013 · 2014 · 2015 · 2016 · 2017 · 2018 · 2019 · 2020 · 2021 · 2022 · 2023 · 2024